# João Paulo Pacífico
João Paulo Pacifico (27 de outubro de 1978) é um empresário, escritor e ativista brasileiro. É autor dos livros Onda Azul (2017) e Seja Líder Como o Mundo Precisa (2022). Foi apresentador de programas na Rádio Globo, assinou uma coluna sobre bem-estar corporativo na Veja SP e escreve artigos de opinião para o UOL Ecoa. Em 2009, fundou o Grupo Gaia, através do qual inseriu cooperativas agrícolas ligadas ao Movimento dos Trabalhadores Rurais Sem Terra (MST) no mercado de capitais. Em 2022, a empresa foi doada para uma ONG e o valor da venda foi reinvestido em projetos de impacto.